# المحامة
المحامة هي قرية تقع في عالية نجد، بين منطقة المدينة المنورة والقصيم، في منطقة المدينة المنوره في المملكة العربية السعودية

### المعالم الأثرية

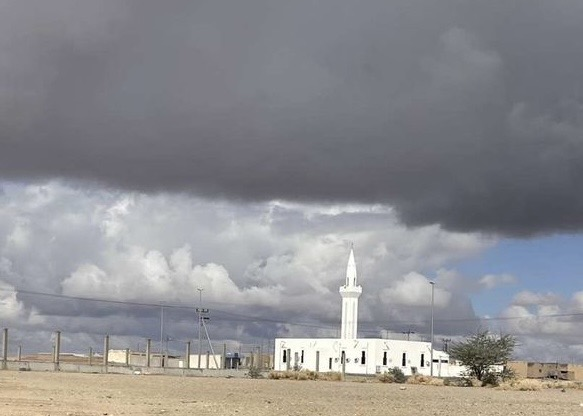
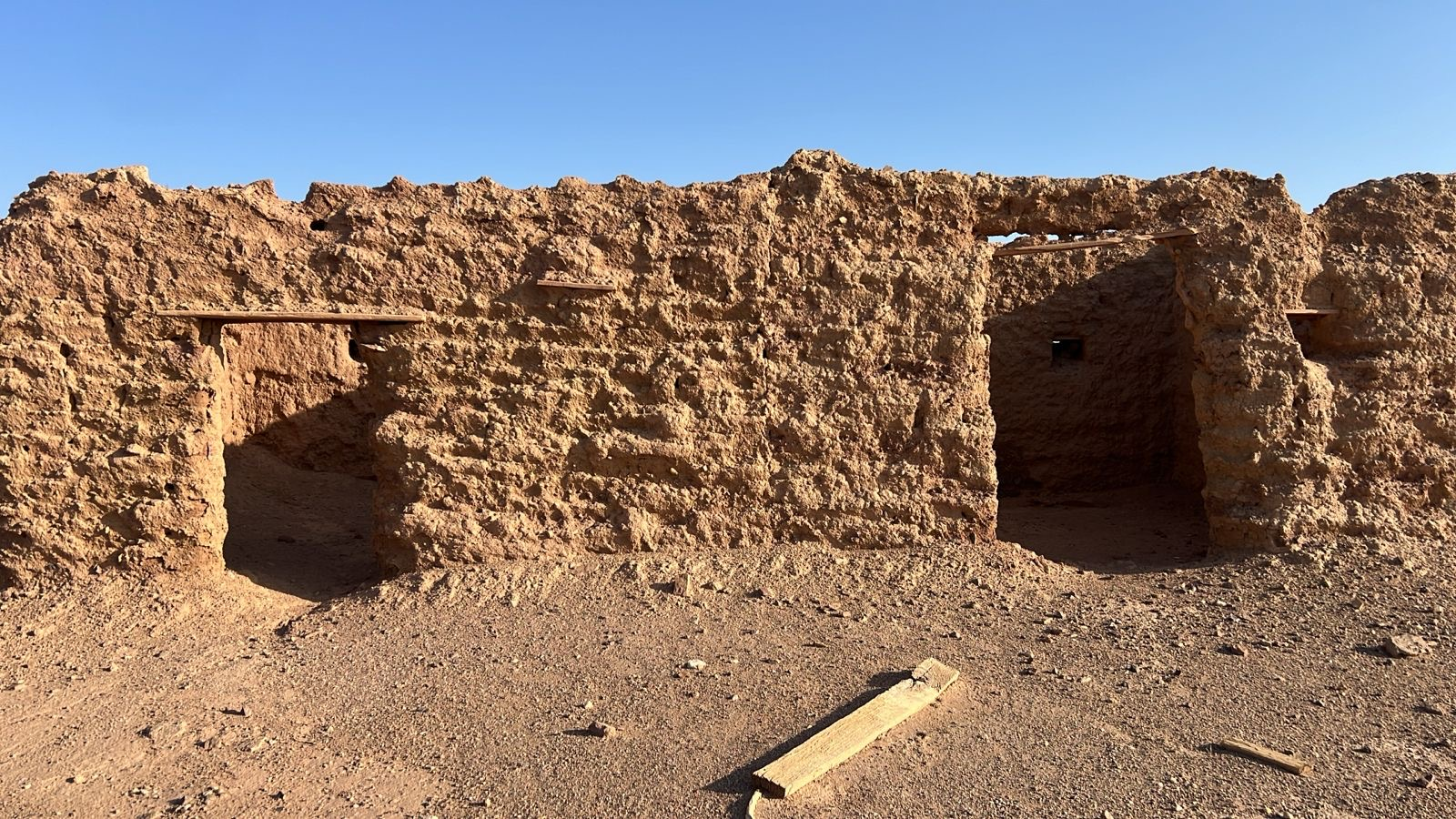
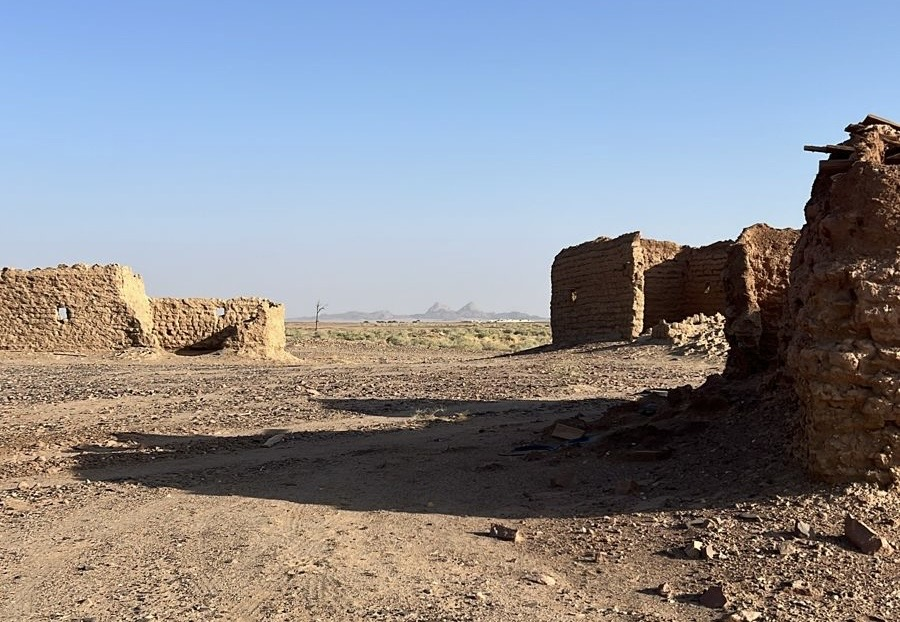
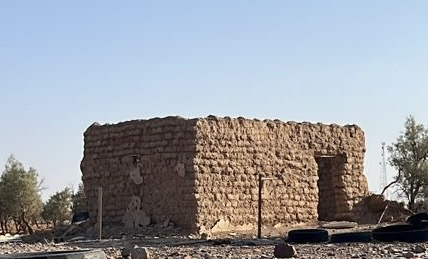
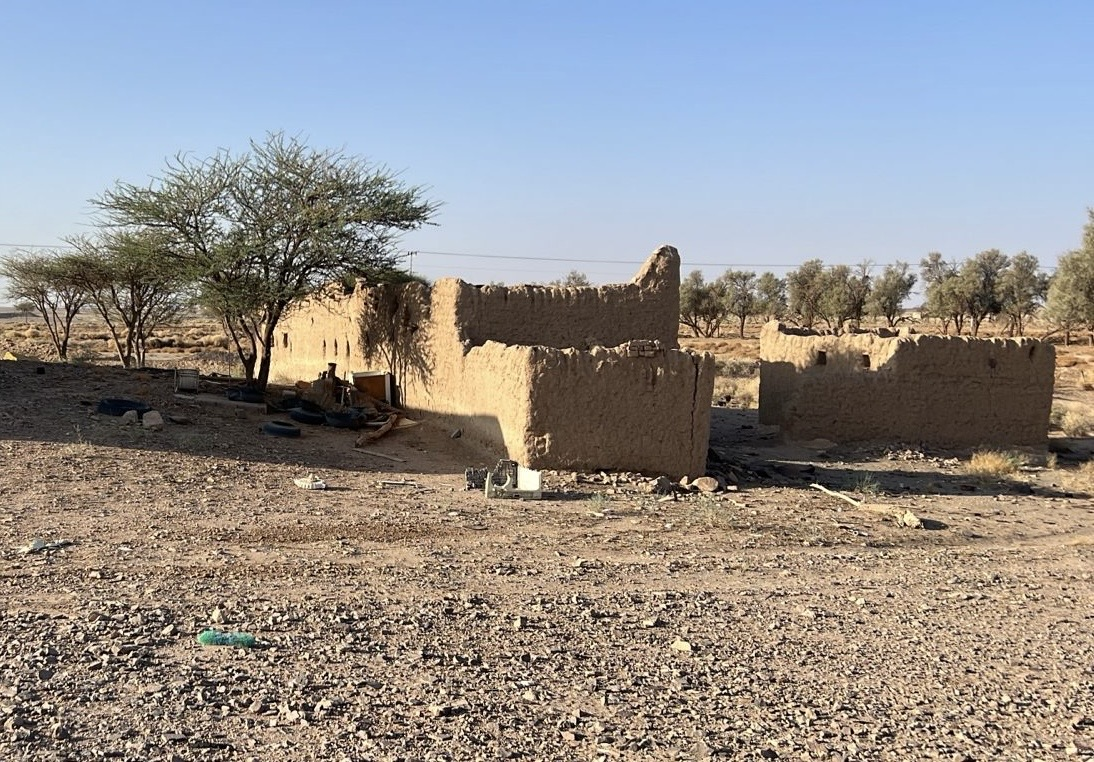
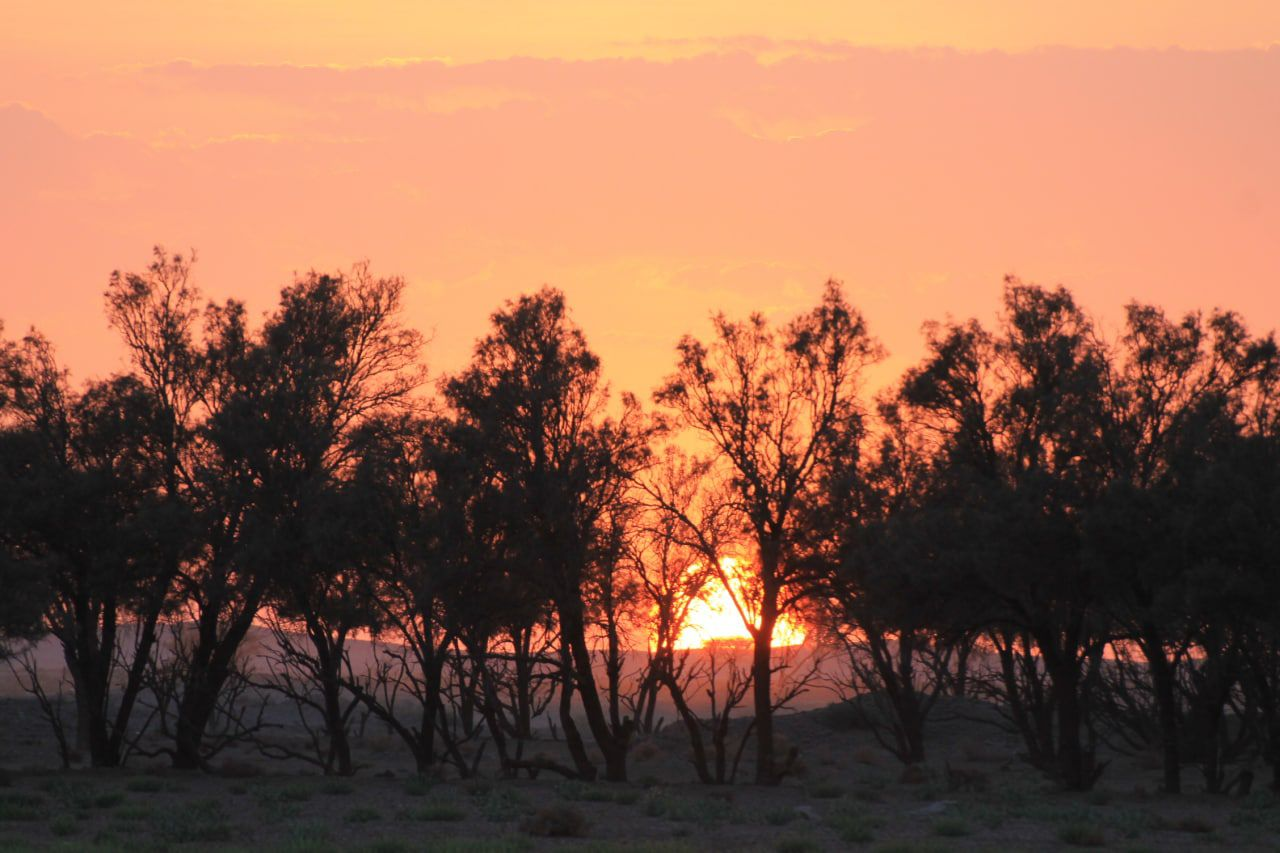